# Tim Lebbon
Tim Lebbon (Londra, 28 luglio 1969) è uno scrittore di fantascienza e dark fantasy britannico.
Nel 2005 è stato giudice della World Fantasy Convention.

## Biografia
Nato a Londra, Tim Lebbon è cresciuto a Devon fino all'età di otto anni quando si trasferì a Newport ove rimase fino ai 26 anni.
Il suo racconto "Reconstructing Amy" vinse il Premio Bram Stoker al racconto nel 2001 e il suo romanzo Dusk vinse nel 2007 l'August Derleth Award della British Fantasy Society per il miglior romanzo dell'anno. La sua trasposizione letteraria del film 30 giorni di buio divenne un bestseller e vinse uno Scribe Award nel 2008. Il suo racconto Pay the Ghost è stato adattato in una sceneggiatura da Dan Kay per un film della Sidney Kimmel Entertainment.
Vive a Goytre con la moglie e i due figli.

## Opere
- Mesmer (1997)
- White (1999)
- Flesh (1999)
- Naming of Parts (2000)
- Hush (2000) (con Gavin Williams)
- The First Law (2000)
- Face (2001)
- The Nature of Balance (2001)
- Until She Sleeps (2002)
- Changing of Faces (2003)
- Fears Unnamed (2004)
- Pieces of Hate: Assassin Series, Book 2 (2005)
- Desolation (2005)
- Berserk (2006)
- Dusk (2006)
- Dawn (2007)
- The Everlasting (2007)
- 30 Days of Night (2007)
- After the War: Two Tales of Noreela (2008)
- Fallen (2008)
- Mind the Gap: A Novel of the Hidden Cities (2008) (con Christopher Golden)
- Bar None (2008)
- The Reach of Children (2008)
- The Island (2009)
- The Map of Moments: A Novel of the Hidden Cities (2009) (con Christopher Golden)
- Echo City (2010)
- The Thief of Broken Toys (2010)
- The Heretic Land (2012)
- Star Wars: Dawn of the Jedi: Into the Void (2013)
- Out of the Shadows (2014) - romanzo della serie di Alien
- Embers (2015)[3]
- The Silence (2015)[4][5][6][7][8]
- The Hunt (2015)
- Predator: Incursion (2015)
- Alien: Invasion (2016)
- The Family Man (2016)
- Alien vs. Predator: Armageddon (2016)